# Börde-Brauerei
Die Börde-Brauerei war eine Bierbrauerei in Magdeburg. Sie war die älteste Brauerei Magdeburgs, lag an der Sieverstorstraße im Stadtteil Alte Neustadt und wurde 1994 geschlossen.

## Geschichte

### Brauerei Bodenstein
Am 8. August 1823 gründete der Kaufmann und Gutsbesitzer August Leberecht Bodenstein (1798–1877) auf seinem Gutshof, Sieverstorstraße 10, die Brauerei A. Bodenstein. Der Brauherr gehörte zu den ersten in Magdeburg, die eine Dampfmaschine besaßen. Wenig später hatte er auch als Erster in Magdeburg eine Eismaschine erworben, was einen geregelten Kühlbetrieb in der Brauerei ermöglichte. Die Brauerei erreichte damals Bekanntheit durch die Einführung des Lagerbiers, des so genannten „Bayerischen Biers“.
In der Brauerei arbeitete auch Bodensteins Schwager Ernst Schneidewin (1820–1893), der gemeinsam mit seinem neuen Geschäftspartner Hermann Reichardt (1851–1928) 1864 in Buckau die Buckauer Dampf-Bierbrauerei Reichardt & Schneidewin gründete. Diese existierte bis 1914 und ging dann an die Brauerei Bodenstein AG.
Nach dem Tod August Bodensteins führte dessen Sohn Franz Bodenstein (1834–1885) die Brauerei ab 1877 weiter. Dieser hatte ein Studium des Brauwesens in Bayern absolviert und produzierte ab etwa 1880 das in Magdeburg und Umgebung beliebte „Bodensteiner Kulmbacher“. Nach dem frühen Tod von Franz Bodenstein wurde die Brauerei 1886 in eine Aktiengesellschaft mit einem Stammkapital von 1,2 Millionen Mark umgewandelt, deren Aktien weitgehend im Familienbesitz verblieben. Vorsitzender des Aufsichtsrats wurde mit Emil Grünwald (1841–1920) ein Schwiegersohn des Gründers. Ab 1924 firmierte die Brauerei bis zum Ende des Zweiten Weltkriegs als Brauerei Bodenstein AG und hatte Zweigniederlassungen u. a. in Calbe (Saale) und Wolmirstedt.
Mit dem Neubau des Sudhauses 1936 mit dem bis heute erhaltenen, 38 Meter hohen Malzsilo bekam die Brauerei ihr markantes Markenzeichen.

#### Werbung
Der Schriftsteller Bert Brennecke hatte ca. 1937 ein Preisausschreiben der konkurrierenden Magdeburger Actien-Brauerei für deren neue Biermarke Diamant mit dem Slogan Stadt und Land trinkt Diamant gewonnen. Der Direktor der Brauerei war so begeistert, dass er Brennecke zusätzlich zum Preisgeld jedes Jahr zu Weihnachten einen Kasten Freibier versprach. Nachdem zwei Jahre später ein neuer Direktor die Lieferung einstellte und zur Privatsache seines Vorgängers erklärte, textete Brennecke für die Brauerei Bodenstein Aber unsereiner trinkt Bodensteiner. Dieser Text wurde an der Eisenbahnbrücke über die Lübecker Straße in Magdeburg-Neustadt angebracht, so dass bei der Fahrt in die Stadt zunächst der Diamant-Spruch und dann wie eine Antwort darauf der Bodenstein-Spruch zu lesen war.

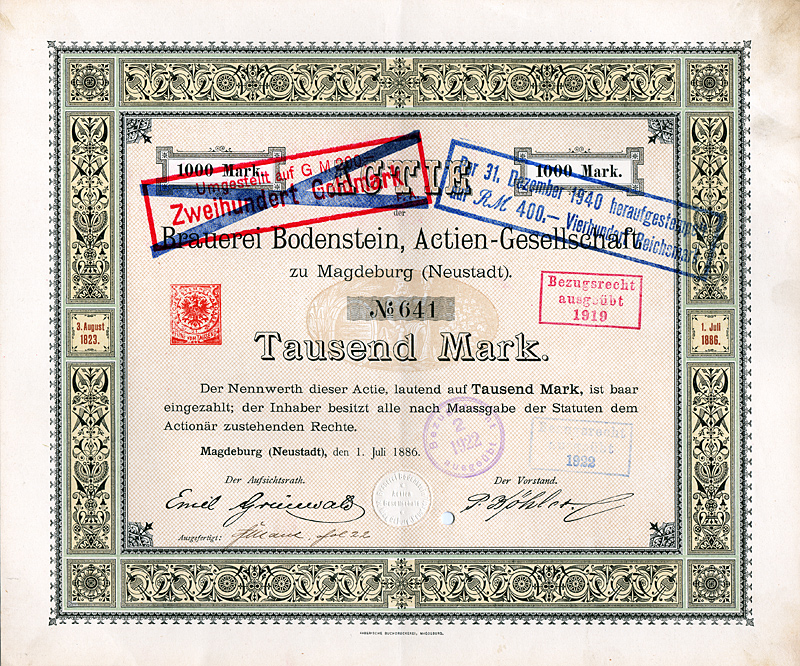
1000 Mark Aktie – Brauerei Bodenstein AG – 1. Juli 1886
Vitaborn-Etikett der Brauerei Bodenstein AG, 1930er Jahre
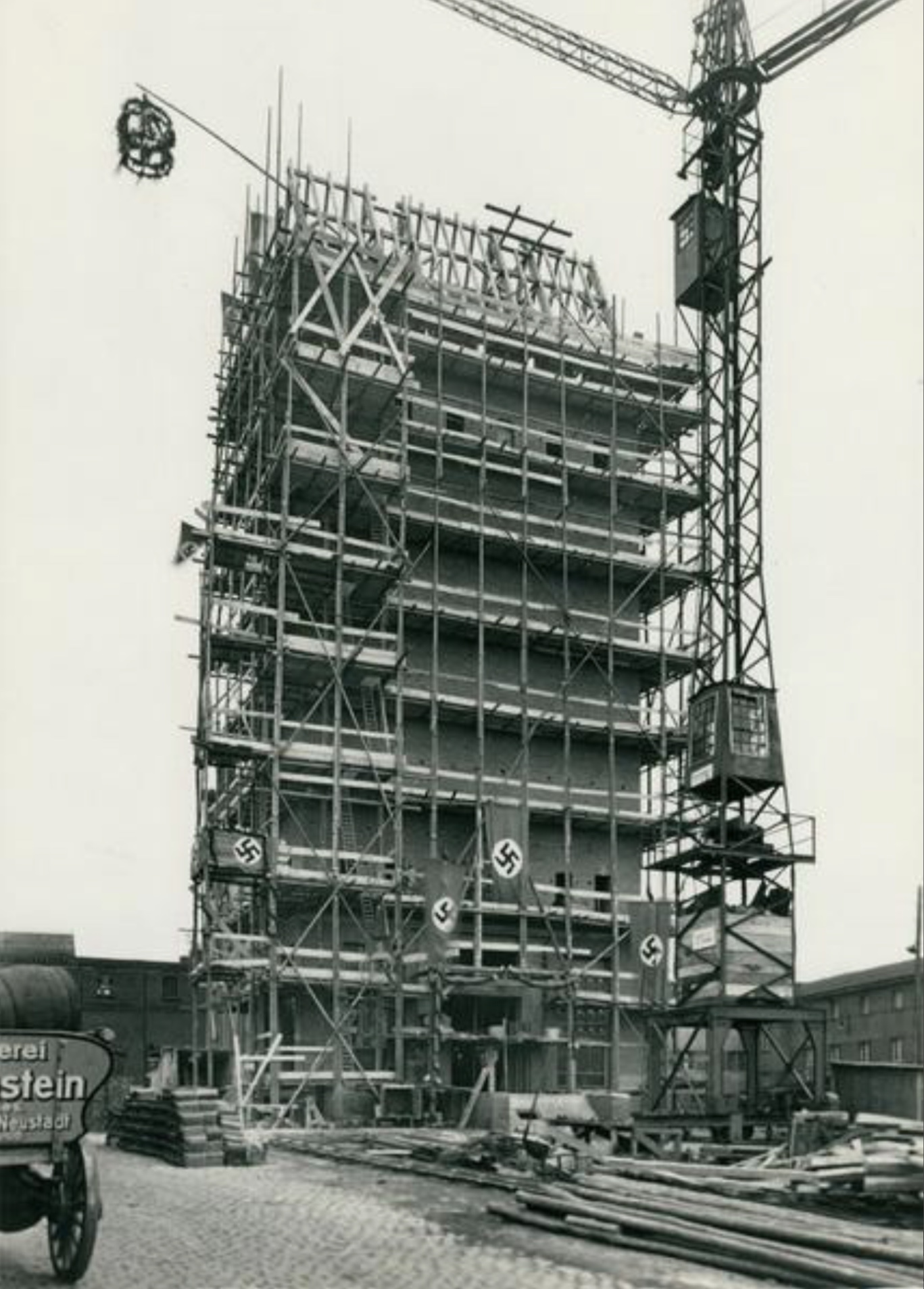
Neubau von Sudhaus und Malzsilo mit Richtkrone, 1936
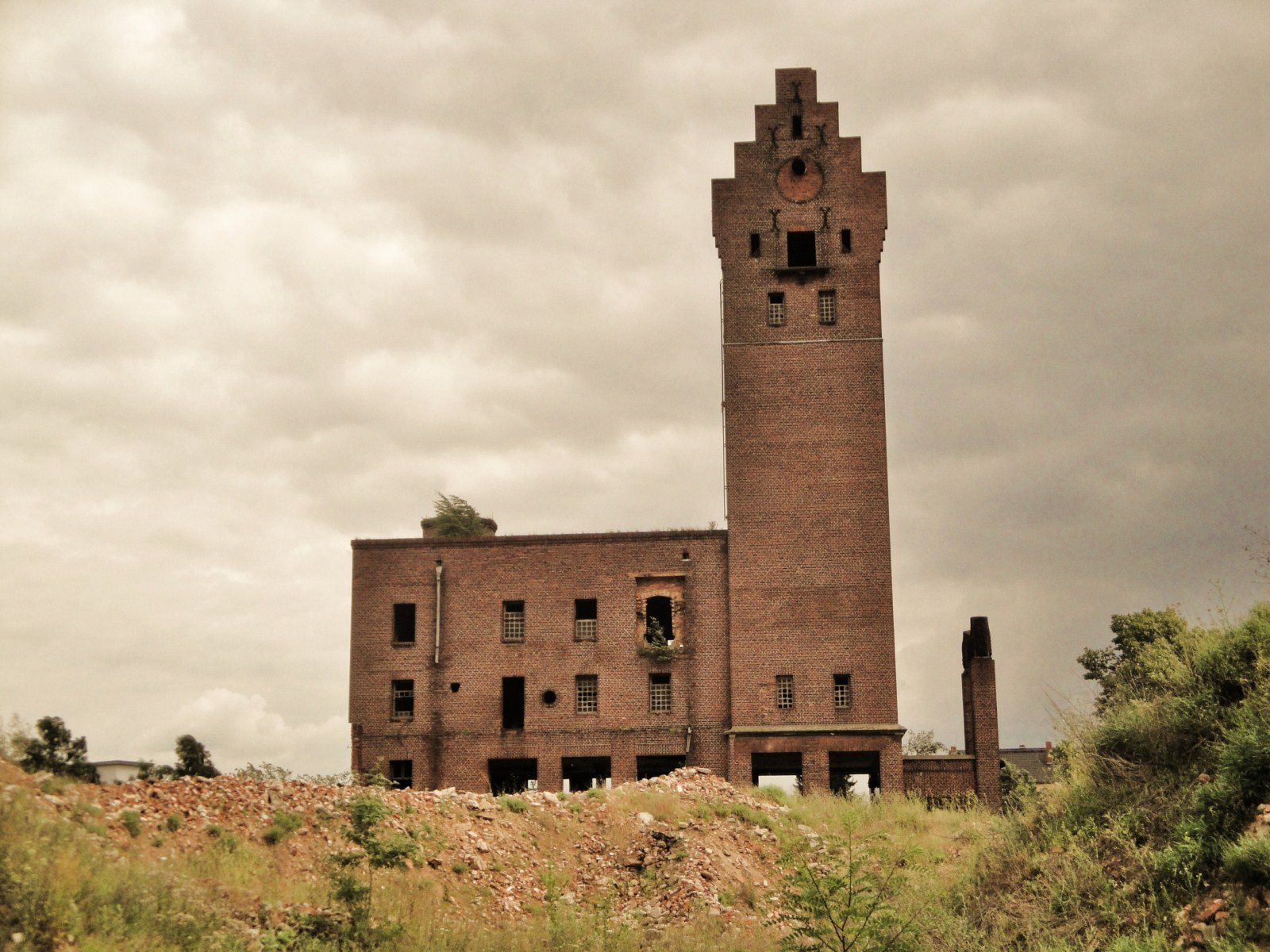
Sudturm (Juli 2010)

### VEB Bördebrauerei Magdeburg

Etikett des VEB Börde-Brauerei aus den 1950er Jahren

Die Brauerei Bodenstein AG wird im Zuge der Verstaatlichung von Privatvermögen nach dem Zweiten Weltkrieg unter SMAD Befehl enteignet und in die VEB Börde-Brauerei Magdeburg umgewandelt. 1947 wurde der Braubetrieb wieder aufgenommen. Ab 1961 wurde die Börde-Brauerei als „Werk II“ Teil des neu gegründeten VEB Vereinigte Brauereien Magdeburg. Zum „Werk I“ wurde die Diamant-Brauerei in der Neuen Neustadt, zum „Werk III“ das Sudenburger Brauhaus im Magdeburger Stadtteil Sudenburg.
1991, kurz nach der Wende, wurde der Braubetrieb auf dem Gelände an der Sieverstorstraße eingestellt. 2006 wurde ein Großteil der unter Denkmalschutz stehenden Brauereigebäude abgerissen, lediglich der Sudturm blieb stehen. In diesem sollten ab 2009 Loftwohnungen entstehen, dieses Projekt wurde aber bis November 2020 noch nicht umgesetzt.
In der Liste der Kulturdenkmale in Alte Neustadt sind die Gebäudereste der Brauerei unter der Erfassungsnummer 09481858 als Baudenkmal verzeichnet.

### Revitalisierung der Brauerei Bodenstein
Im Jahr 2021 wurde die Marke durch Olav Skowronnek, einem direkten Nachfahre der Gründerfamilie, wiederbelebt. Am Standort Magdeburg, Sieverstorstraße 50/51, wird auf dem Gelände der ehemaligen Zichorienfabrik von Emil Grünwald die Verwaltung der Marke wieder aufgenommen. Bis 2024 wurde das Bier von der Lebenshilfe in Halle gebraut. Seit Ende 2024 wird das Bodensteiner Bier nach originaler Brautradition wieder in Gommern im Jerichower Land gebraut.